# Cetate (okręg Dolj)
Cetate – wieś w Rumunii, w okręgu Dolj, w gminie Cetate. W 2011 roku liczyła 4781 mieszkańców.